# Axwell

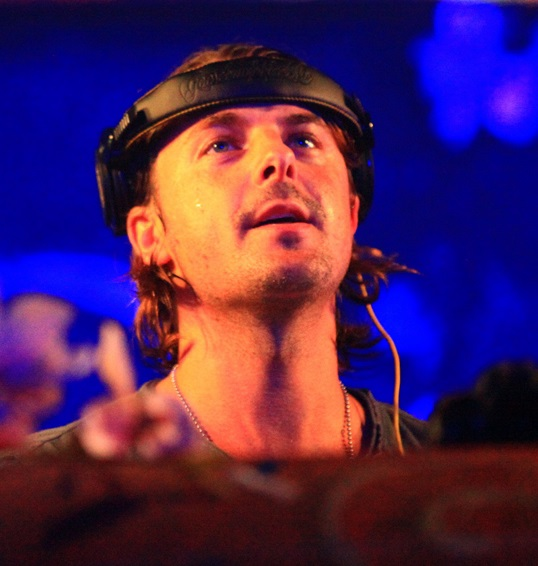
Axwell live beim TomorrowWorld (2013)

Axwell (* 18. Dezember 1977; bürgerlich Axel Christofer Hedfors) ist ein House-DJ aus Lund, Schweden. Zusammen mit Sebastian Ingrosso und Steve Angello bildete Hedfors das DJ-Trio Swedish House Mafia, das sich im Juni 2013 auflöste. Danach bildete er im Juni 2014 mit Sebastian Ingrosso das Duo Axwell Λ Ingrosso, bis die Swedish House Mafia im März 2018 ihr Comeback feierte. Daraufhin kündigten Axwell Λ Ingrosso an ihr Projekt einzustellen.

## Karriere
Im Alter von neun Jahren war Axwell Schlagzeuger in seiner Band, die er aber aufgab. Vier Jahre danach leistete er sich einen Computer, um alle Instrumente selbst spielen zu können. Später fand er mit Sängerin Isabel Fructuoso zusammen und landete unter dem Namen Mambana seine ersten Hits: Libre & Felicidad. Daraufhin wurden Szenegrößen wie Roger Sanchez, David Guetta und Junior Jack auf ihn aufmerksam. Seit dem Release von Feel the Vibe ist Axwell fester Bestandteil der House-Szene.
Axwell baute 2005 zusammen mit Sebastian Ingrosso, Steve Angello und Eric Prydz eine Gruppe von schwedischen DJs auf, die sich Swedish House Mafia nennt. Da Prydz aber nach London auswanderte ist dieser nicht mehr „offizielles“ Mitglied der Swedish House Mafia. Seitdem fanden regelmäßig Auftritte der drei unter dem Namen Swedish House Mafia statt. Ebenfalls 2005 gründete Axwell das Label Axtone Records über das Singles wie Open Your Heart (mit Dirty South) und die Laidback-Luke- und Axwell-Remixes zu TV Rock – Its Been a Long Time veröffentlicht wurden. Dort stehen Künstler wie Deborah Cox, Michael Calfan oder Salem Al Fakir sowie auch die Mitglieder der Swedish House Mafia unter Vertrag.
Nachdem sich die Swedish House Mafia im Frühjahr 2013 aufgelöst hatte, gründete Axwell im Juni 2014 zusammen mit Sebastian Ingrosso das Projekt Axwell Λ Ingrosso.
Beim Ultra Music Festival 2018 trat Swedish House Mafia nach fünf Jahren wieder gemeinsam auf und feierte dort die Wiedervereinigung. Der Auftakt für die nächste Tour als Swedish House Mafia war für den 2. Mai 2019 in Stockholm vorgesehen.

## Diskografie

### Singles
| Jahr | Titel Album                       | Höchstplatzierung, Gesamtwochen, AuszeichnungChartplatzierungen (Jahr, Titel, Album, Platzierungen, Wochen, Auszeichnungen, Anmerkungen) | Höchstplatzierung, Gesamtwochen, AuszeichnungChartplatzierungen (Jahr, Titel, Album, Platzierungen, Wochen, Auszeichnungen, Anmerkungen) | Anmerkungen                                                                                                 |
| Jahr | Titel Album                       | SE | UK | Anmerkungen                                                                                                 |
| ---- | --------------------------------- | --- | --- | --- |
| 2005 | Feel the Vibe –                   | — | UK16 (5 Wo.)UK | Erstveröffentlichung: 15. August 2005 feat. Tara McDonald                                                   |
| 2006 | Watch the Sunrise –               | — | UK70 (1 Wo.)UK | Erstveröffentlichung: 10. Oktober 2006 feat. Steve Edwards                                                  |
| 2007 | It’s True This Is Who I Am        | SE38 (3 Wo.)SE | — | Erstveröffentlichung: 9. Juli 2007 mit Sebastian Ingrosso vs. Salem Al Fakir                                |
| 2007 | I Found U –                       | — | UK6 Silber · (10 Wo.)UK | Erstveröffentlichung: 17. Juli 2007 feat. Max C                                                             |
| 2008 | What a Wonderful World Born in 69 | SE18 (4 Wo.)SE | UK48 (3 Wo.)UK | Erstveröffentlichung: 30. Dezember 2008 mit Bob Sinclar feat. Ron Carroll                                   |
| 2009 | Leave the World Behind Until One  | SE39 (4 Wo.)SE | — | Erstveröffentlichung: 12. Juni 2009 mit Sebastian Ingrosso, Steve Angello & Laidback Luke feat. Deborah Cox |
| 2010 | Nothing But Love –                | SE39 (4 Wo.)SE | — | Erstveröffentlichung: 12. September 2010 feat. Errol Reid                                                   |
| 2013 | Center of the Universe –          | SE39 (6 Wo.)SE | — | Erstveröffentlichung: 27. Mai 2013 feat. Magnus Carlsson                                                    |
| 2016 | Belong Bringing the Madness       | SE78 (1 Wo.)SE | — | Erstveröffentlichung: 5. August 2016 mit Shapov                                                             |

Weitere Singles
- 1999: Like a Jazzplayer
- 1999: Funk Boy
- 2000: PullOver
- 2000: To the Music
- 2001: StarBeach 7:am (als Vintage Youth)
- 2002: Lead Guitar
- 2002: Dem Wicked Sounds
- 2002: No Reason (als Mambana)
- 2003: Wait a Minute (feat. Nevada)
- 2003: High Energy (mit Evelyn Thomas)
- 2003: Libre (als Mambana)
- 2005: Together (mit Sebastian Ingrosso)
- 2007: Submariner
- 2007: Get Dumb (mit Sebastian Ingrosso, Steve Angello & Laidback Luke)
- 2008: Open Your Heart (mit feat. Dirty South & Rudy)
- 2008: Inside of Me (unveröffentlicht) (mit Brian Tappert feat. Ron Carroll)
- 2011: Heart is King
- 2011: Every Teardrop Is A Waterfall (vs. Coldplay)
- 2012: I Am (mit Sick Individuals feat. Taylr Renee)
- 2016: Barricade

### Remixe
| - 2000: Lutricia McNeal – Sodapop - 2000: Elena Valente – Love Is - 2000: Juni Juliet – Back In My Arms - 2000: Domenicer – Dolce Marmellata - 2001: MixMaster & Axwell – Summerbreeze - 2001: Latin Trinity – Summer Breeze - 2001: Cape – L.O.V.E. - 2001: Murcielago – Los Americanos - 2001: Love Selective – El Bimbo Latino - 2002: Enamor – I Believe - 2002: Mendez – Adrenaline - 2002: Afro Angel – Join Me Brother - 2003: Eric Prydz – Slammin - 2003: The Attic – Destiny - 2003: Mambana – Libre - 2003: Soulsearcher – Feelin' Love - 2003: Deli pres. Demetreus – Better Love - 2003: Room 5 – Make Luv - 2004: DJ Flex – Love 4 U - 2004: Usher – Burn - 2005: Pharrell Williams – Angel - 2005: Moby – Slipping Away - 2005: C-Mos – 2 Million Ways - 2005: Roger Sanchez – Turn On the Music - 2005: Hard-Fi – Hard 2 Beat - 2006: Madonna – Jump - 2006: Nelly Furtado – Maneater - 2006: Nelly Furtado feat. Timbaland – Promiscuous - 2006: Deep Dish – Dreams | - 2006: Lorraine – Transatlantic Flight - 2006: Bob Sinclar – World, Hold On - 2006: Sunfreakz – Riding the Wave 2 - 2006: Jerry Ropero & Denis the Menace – Coracao - 2007: Axwell – I Found U - 2007: Laidback Luke – The Lone Crusader - 2007: Faithless – Music Matters - 2007: Bob Sinclar – Feel for You - 2007: Dirty South – Let It Go - 2007: Digitalism – Zdarlight - 2008: Hard-Fi – I Shall Overcome - 2008: Adele – Hometown Glory - 2008: TV Rock feat. Rudy – It's Been a Long Time - 2008: Age of Love – Age of Love - 2008: Abel Ramos & Melody – Rotterdam City of Love - 2009: TV Rock – In the Air feat. Rudy - 2009: The Temper Trap – Sweet Disposition (mit Dirty South) - 2010: Axwell feat. Errol Reid – Nothing But Love (vs. Daddy’s Groove Remix) - 2010: Axwell feat. Errol Reid – Nothing But Love (Axwell Remode) - 2010: Prok & Fitch pres. Nanchang Nancy – Walk With Me (vs. Daddy’s Groove Remix) - 2010: Adrian Lux – Teenage Crime - 2010: Adrian Lux – Teenage Crime (mit Henrik B) - 2011: David Tort feat. Gosha – One Look (vs. Dimitri Vegas & Like Mike) - 2011: Hard Rock Sofa & St. Brothers – Blow Up (vs. Thomas Gold) - 2011: Michael Calfan – Resurrection - 2012: Ivan Gough, Feenixpawl & Georgi Kay – In My Mind - 2013: Discopolis – Falling - 2014: Hook N Sling feat. Karin Park – Tokyo By Night - 2016: Sebastian Ingrosso – Dark River |